# Hannah Marks

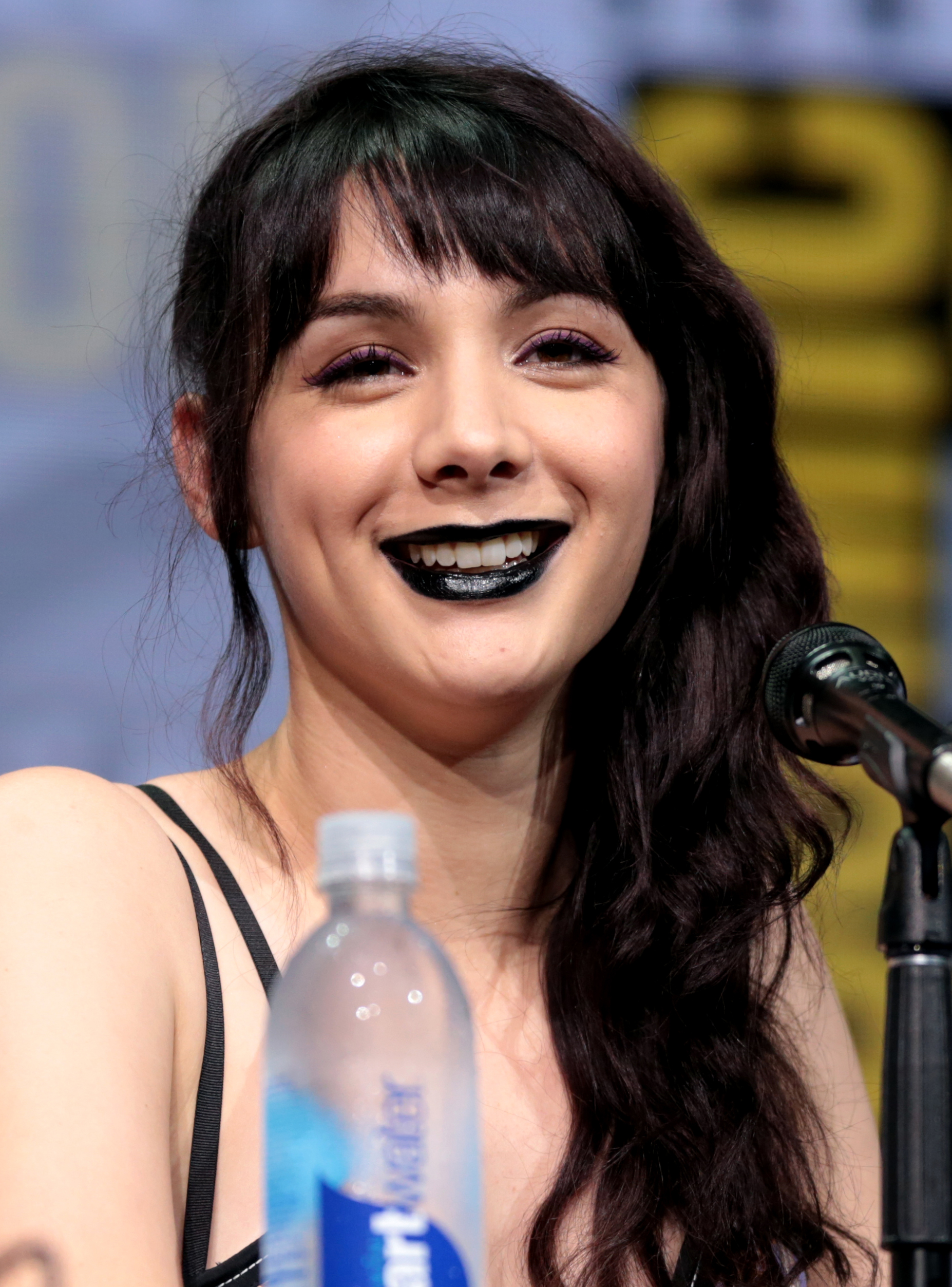
Hannah Marks auf der Comic-Con in San Diego im Juli 2017

Hannah Gayle Marks (* 13. April 1993 in Santa Monica, Los Angeles County, Kalifornien) ist eine US-amerikanische Schauspielerin, Filmregisseurin und Drehbuchautorin.

## Leben und Karriere
Hannah Gayle Marks wurde im Frühjahr 1993 in Santa Monica im US-Bundesstaat Kalifornien, als einzige Tochter von Nova Ball und Enkelin von Ernie Ball geboren. Im Alter von zwei Jahren zogen ihre Eltern mit ihr nach San Luis Obispo. Dort trat sie im San Luis Obispo Little Theatre in verschiedenen Theaterstücken, wie z. B. Im Dutzend billiger / Cheaper by the Dozen oder A Christmas Carol, auf. Im Alter von zwölf Jahren überredete sie ihre Eltern zurück nach Hollywood zu ziehen, wo sie ihre erste Rolle in dem Horrorfilm Doll Graveyard erhielt. Es folgten Gastauftritte in verschiedenen Fernsehserien wie Criminal Minds, Numbers – Die Logik des Verbrechens und CSI: Miami. In der Ausgabe der New York Times vom 4. Juni 2006 ist Hannah mit ihrer Freundin Liana Liberato zu sehen. Im Jahre 2006 folgten Nebenrollen in dem Thriller Visions – Die dunkle Gabe und in der Komödie S.H.I.T. – Die Highschool GmbH. Für letztgenannte wurde sie bei den Young Artist Awards 2007 in der Kategorie Beste Nebendarstellerin nominiert. Nach den Erfolgen mit S.H.I.T. – Die Highschool GmbH kam Hannah in den Cast von Weeds – Kleine Deals unter Nachbarn. Dort war sie schließlich von 2008 bis 2009 in sieben Folgen in der Rolle der Harmony zu sehen. Es folgte eine weitere Nebenrolle in dem biografischem Film The Runaways, der die Geschichte der gleichnamigen Band erzählt. In der Fernsehserie FlashForward hatte sie in drei Folgen eine wiederkehrende Gastrolle als Annabelle Campos. Im Sommer 2011 erhielt sie die Hauptrolle der Lindsay Santino, die rebellische Tochter der von Callie Thorne porträtierten Dani Santino, in der USA-Network-Serie Dr. Dani Santino – Spiel des Lebens. 2012 hatte sie eine kleine Nebenrolle in der Fantasyserie Grimm und eine größere Rolle als Missy Kallenback in der Comicverfilmung The Amazing Spider-Man inne.

## Filmografie (Auswahl)
Als Schauspielerin
- 2005: Doll Graveyard
- 2005: Numbers – Die Logik des Verbrechens (Numb3rs, Fernsehserie, Folge 2x08)
- 2006: Criminal Minds (Fernsehserie, Folge 1x21)
- 2006: Visions – Die dunkle Gabe (Danika)
- 2006: S.H.I.T. – Die Highschool GmbH (Accepted)
- 2007: Heartland (Fernsehserie, Folge 1x01)
- 2007: Private Practice (Fernsehserie, Folge 1x05)
- 2008: Ugly Betty (Fernsehserie, Folge 2x11)
- 2008: Lucy: A Period Piece (Kurzfilm)
- 2008–2009: Weeds – Kleine Deals unter Nachbarn (Weeds, Fernsehserie, 7 Folgen)
- 2010: FlashForward (Fernsehserie, 3 Folgen)
- 2010: The Runaways
- 2010: Saving Grace (Fernsehserie, Folge 3x14)
- 2011–2013: Dr. Dani Santino – Spiel des Lebens (Necessary Roughness, Fernsehserie, 24 Folgen)
- 2012: Grimm (Fernsehserie, Folge 1x10)
- 2012: The Amazing Spider-Man
- 2014: Castle (Fernsehserie, Folge 6x15)
- 2014: Law & Order: Special Victims Unit (Fernsehserie, Folge 16x05)
- 2016–2017: Dirk Gentlys holistische Detektei (Dirk Gently’s Holistic Detective Agency, Fernsehserie, 17 Folgen)
- 2019: Der Killer in mir (Daniel Isn’t Real)
- 2020: Dinner in America
- 2024: Schlaft gut, ihr fiesen Gedanken (Turtles All the Way Down)

Als Filmemacherin
- 2018: After Everything (Regie und Drehbuch)
- 2018: Banana Split (Drehbuch)
- 2021: Mark, Mary & Some Other People (Regie und Drehbuch)
- 2022: Lass mich nicht gehen (Don’t Make Me Go, Regie)
- 2024: Schlaft gut, ihr fiesen Gedanken (Turtles All the Way Down, Regie)

## Theater
- Wer die Nachtigall stört (To Kill a Mockingbird)
- Im Dutzend billiger (Cheaper by the Dozen)
- Ein Sommernachtstraum (Midsummer Night’s Dream)
- A Christmas Carol

## Auszeichnungen
- 2007: Nominierung für den Young Artist Award in der Kategorie Beste Darstellung in einem Spielfilm – Nebendarstellerin für S.H.I.T. – Die Highschool GmbH[2]
- 2011: Nominierung für den Young Artist Award in der Kategorie Beste Darstellung in einer Fernsehserie – Wiederkehrende Darstellerin zwischen 11 und 16 Jahren für FlashForward[3]